# Limnebius furcatus
Limnebius furcatus é uma espécie de insetos coleópteros polífagos pertencente à família Hydraenidae.
A autoridade científica da espécie é Baudi, tendo sido descrita no ano de 1872.
Trata-se de uma espécie presente no território português.